# Karl Grillenberger
Karl Grillenberger (né le 22 février 1848 à Zirndorf et mort le 9 octobre 1897 à Munich) est dans la seconde moitié du XIXe siècle une personnalité importante du mouvement ouvrier et de la social-démocratie à Nuremberg. 

## Biographie
Après avoir fréquenté l'école primaire de Zirndorf (1854-1861), il termine un apprentissage de serrurier à Schweinau (1861-1864) et passe ensuite plusieurs années à sur la route (1866-1869), notamment en Suisse et y travaille à l'Association des travailleurs de Berne. À son retour (1869), il devient directeur d'usine à l'usine de gaz de Forchheim, où il commence son ascension dans le mouvement ouvrier. En 1871/72, il dirige le mouvement des salariés dans l'usine de machines Cramer-Klettchen à Augsbourg. À partir de 1872, il travaille comme rédacteur en chef pour différents journaux sociaux-démocrates à Nuremberg/Fürth et en 1874, il est cofondateur de l'imprimerie coopérative de Nuremberg et rédacteur en chef du Fränkische Tagespost (anciennement Nuremberg-Fürth Social Democrat). 

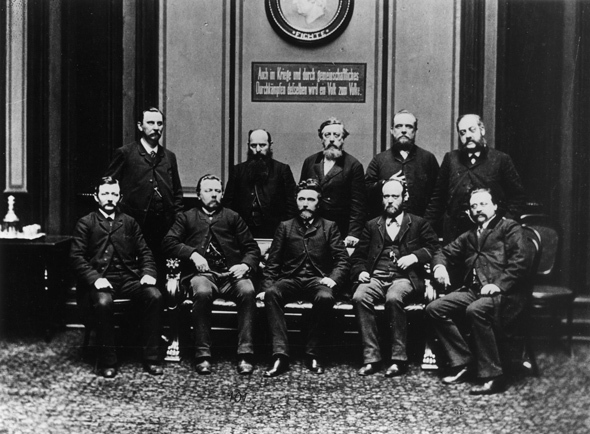
Karl Grillenberger (rangée arrière, deuxième à droite) en tant que membre de la faction parlementaire socialiste de 1889

À partir de 1869, il est membre du SDAP puis du SAP et du SPD. Il est candidat à un mandat au Reichstag depuis 1874 et, en 1881, il devient le premier social-démocrate bavarois à rejoindre le Reichstag, dont il est membre jusqu'à sa mort. À partir de 1893, il est également membre de la Chambre des députés de Bavière. En 1874, Grillenberger se marie à Barbara Margarethe (Gret) Reuter (1852-1934). Il a deux enfants : Karl (* 1879) et Anna Margarethe (* 1882). 
Sous sa direction, les sociaux-démocrates de Nuremberg deviennent la force dominante du SPD bavarois, qui établit la réputation de «Nuremberg rouge». Grillenberger est probablement mort des conséquences tardives d'une confrontation physique avec un informateur de la police en Suisse en 1887.

## Honneurs
À Zirndorf et à Nuremberg, une rue porte son nom et sa tombe avec un buste se trouve au cimetière de l'Ouest de Nuremberg. 
- 1947 Karl-Grillenberger-Strasse à Nuremberg
- Grillenbergerstrasse à Zirndorf (à l'est du Zimmermannsparks)

## Journaux en tant que rédacteur en chef
- Nürnberg-Fürther Social-Demokrat. 1874–1878
- Fränkische Tagespost. 1878–1897

## Travaux
- Süddeutsche Volks-Bibliothek. Zur Unterhaltung für alle Stände. Hrsg. von Carl Grillenberger und Hans Wörlein. Grillenberger (Wörlein & Comp.), Nürnberg 1879.
- Zur Fabrikgesetzgebung. Rede des Reichstags-Abgeordneten Carl Grillenberger zur Hertling'schen Interpellation gehalten in der Reichstagssitzung vom 10. Jan. 1882 (Aus dem amtlichen stenographischen Bericht.). Auer, Schwerin 1882.
- Drei Reichstagsreden. 1. Kräcker über die Arbeitsbücher. 2. Grillenberger zum Krankenkassengesetz. 3. Hasenclever über die Holzzölle. (Wörtlicher Abdruck des amtlichen stenographischen Berichts). Selbstverlag Grillenberger, Nürnberg 1883.
- An die Wähler Deutschlands! Wörlein & Comp., Nürnberg 1887.
- Vier Reichstags-Reden. Rede des Reichtagsabgeordneten W. Hasenclever zum Reichshaushaltsetat für das Etatsjahr 1887–88. Rede des Abgeordneten C. Grillenberger zu der Militärvorlage.  Wörlein & Comp., Nürnberg 1887.
- Rede des Reichstagsabgeordneten C. Grillenberger zur Alters- und Invalidenversicherungs-Vorlage gehalten in der Reichstagssitzung vom 6. Dezember 1888. Wörtlicher Abdruck des amtlichen Stenographischen Berichts. Wörlein & Comp., Nürnberg 1888.
- Drei Reden aus dem neuen Reichstag. Rede des Abgeordneten Grillenberger zur Gewerbeordnungsnovelle in der Sitzung vom 19. Mai. Rede des Abgeordneten Singer über die Erhöhung der Beamten und Offiziersgehälter in der Sitzung vom 18. Juni. Rede des Abgeordneten Auer über Innungsschiedsgerichte in der Sitzung vom 20. Juni. Wörlein & Comp., Nürnberg 1890.
- Die Soldatenmißhandlungen vor dem Bayerischen Landtag. Reden der Abgeordneten v. Vollmar und Grillenberger und des Kriegsministers v. Asch in den Sitzungen vom 7. und 9. Oktober 1893 (nach dem amtlichen stenographischen Bericht). Wörlein & Comp., Nürnberg 1893.

## Émission de radio
- Zdenek Zofka, Karin Sommer: Grillenberger, Vollmar et camarades. Sur les débuts de l'histoire du SPD en Bavière. Émission radio du 9 mars 1986, Bayerischer Rundfunk.